# Bernardswiller
Ne doit pas être confondu avec Bernardvillé
Bernardswiller (Batschwiller en alsacien) est une commune française située dans la circonscription administrative du Bas-Rhin et, depuis le 1er janvier 2021, dans le territoire de la Collectivité européenne d'Alsace, en région Grand Est.
Cette commune se trouve dans la région historique et culturelle d'Alsace.

## Géographie

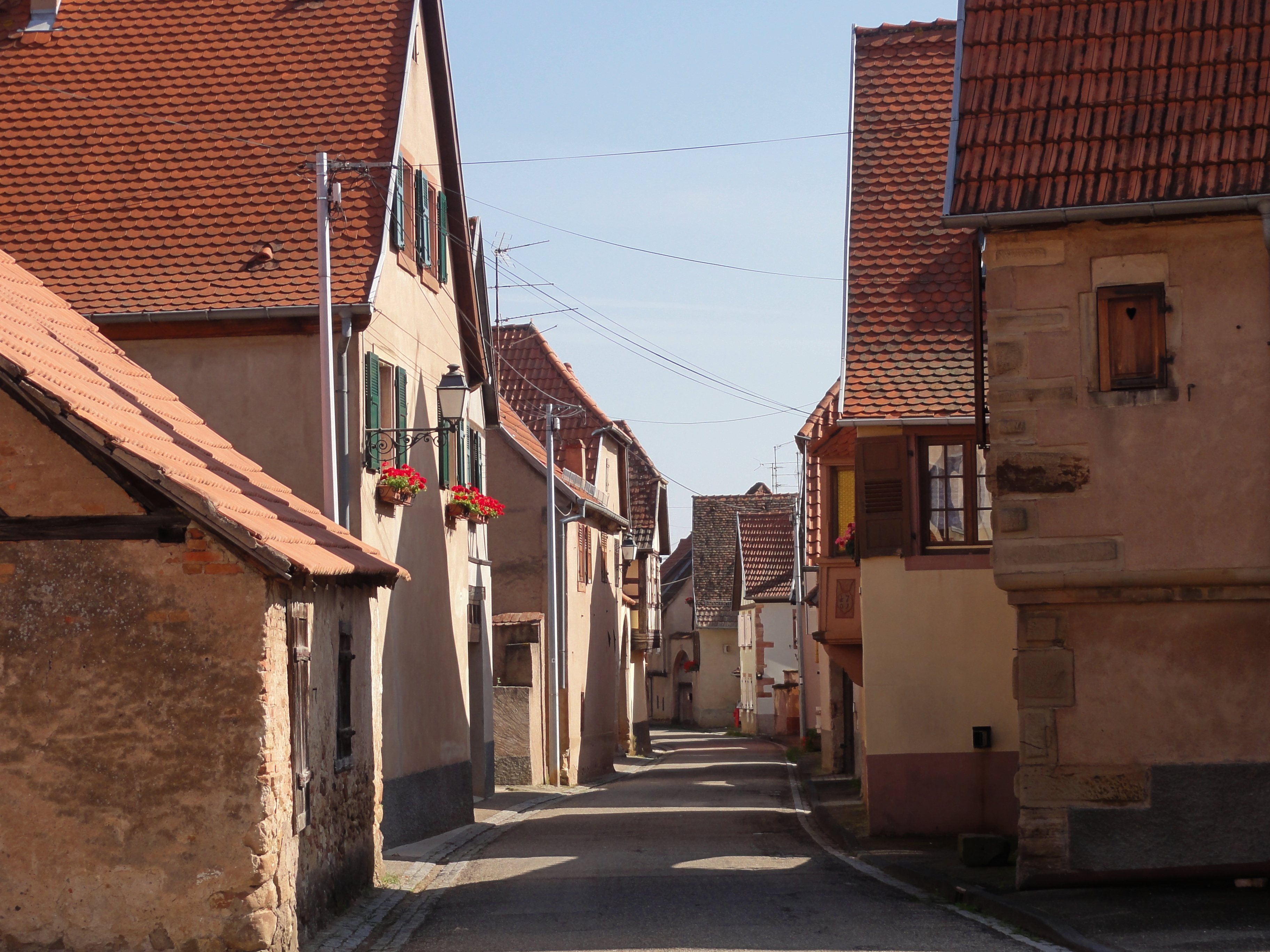
Rue Sainte-Odile à Bernardswiller.
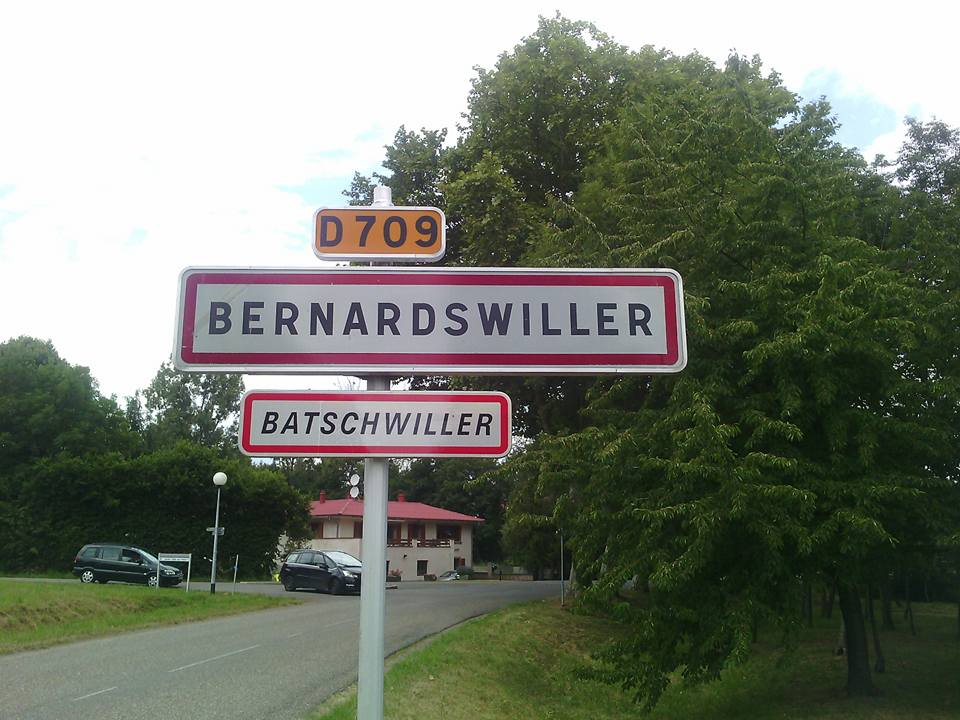
Panneaux bilingues alsacien installés récemment[Quand ?].
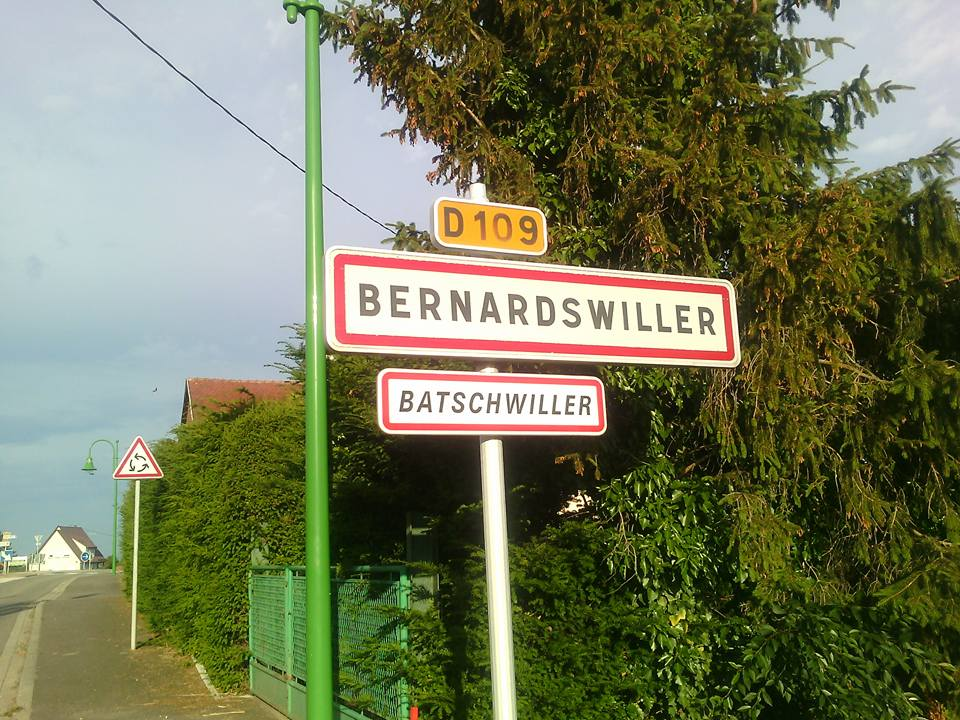
Panneaux bilingues alsacien installés récemment[Quand ?].
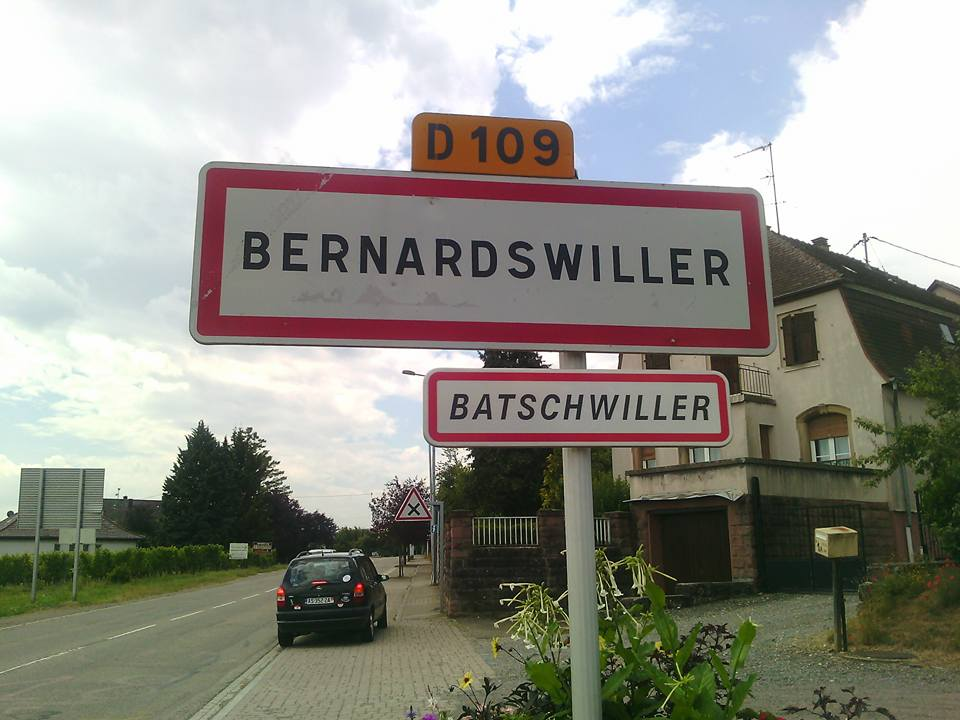
Panneaux bilingues alsacien installés récemment[Quand ?].

Bernardswiller est un village qui est situé au pied du mont Sainte-Odile. Il fait partie du canton d'Obernai et de l'arrondissement de Sélestat-Erstein. Situé sur la route des vins d'Alsace, il est traversé par la véloroute du vignoble d'Alsace (EuroVelo 5).

### Communes voisines
Obernai, Ottrott, Goxwiller, Heiligenstein, Niedernai, Bœrsch, Saint-Nabor.
| Ottrott     | Obernai        | Obernai |
|             | Bernardswiller | Obernai |
| Saint-Nabor | Obernai        | Obernai |

### Transports
Bus (réseau 67) / gares voisines : Goxwiller et Obernai /autoroute A35 à 3 minutes.

### Travaux récents
- Création de deux ronds-points et pose d'un feu tricolore piéton (2011). Rénovation de la rue de la Schwemm, rue du Landsberg et rue du Feu-de-la-Saint-Jean (2012 → 2014).
- Installation de trois panneaux bilingues « Batschwiller » aux trois entrées de la commune.

### Cours d'eau
Dans le bas du village passe le Dachsbach.

### Hydrographie
La commune est dans le bassin versant du Rhin au sein du bassin Rhin-Meuse. Elle est drainée par le ruisseau le Darsbach et le ruisseau l'Apfelbach,.
Le Darsbach, d'une longueur de 14 km, prend sa source dans la commune de Saint-Nabor et se jette  dans l'Andlau à Meistratzheim, après avoir traversé six communes. 

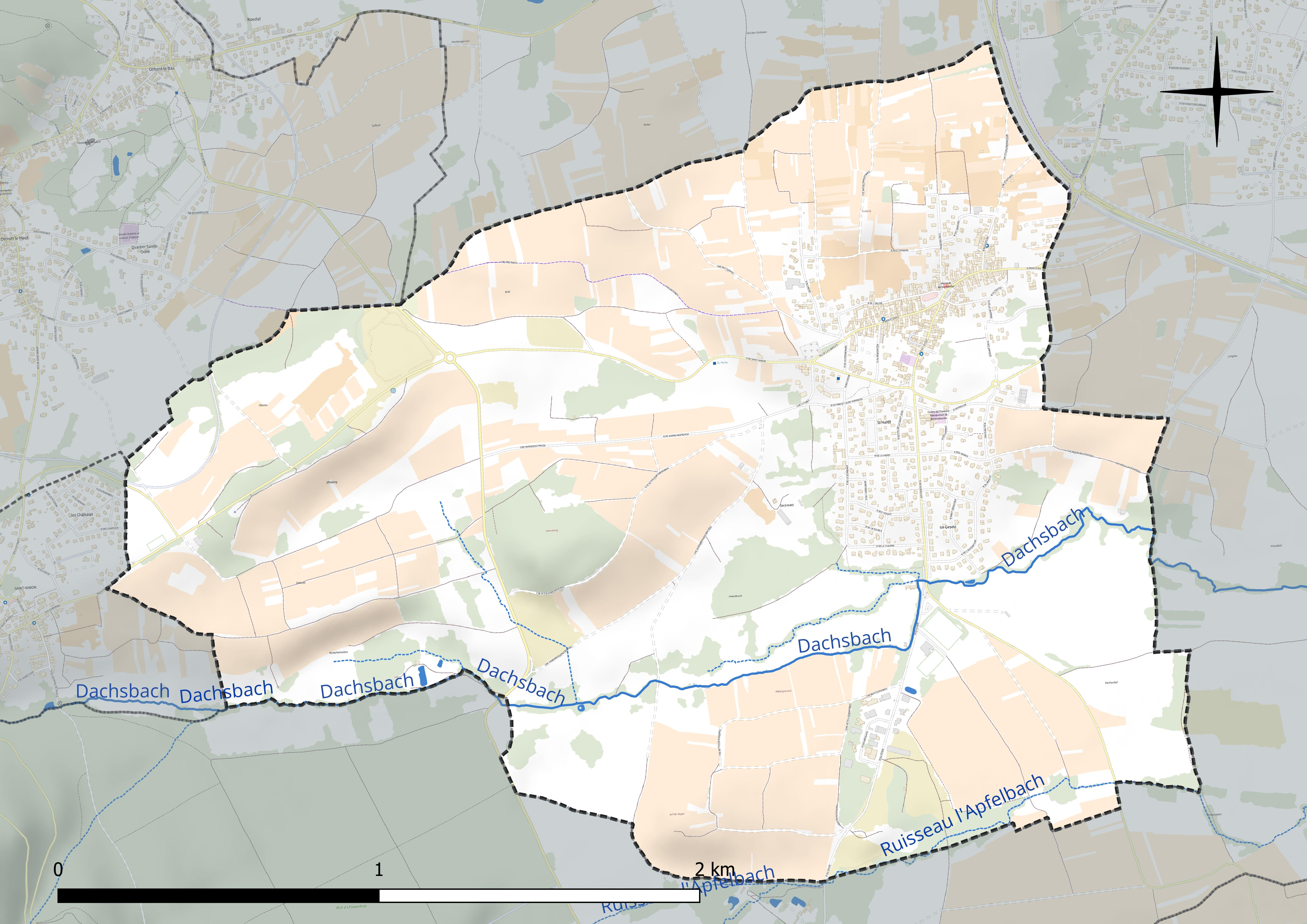
Réseau hydrographique de Bernardswiller.

### Climat
Pour des articles plus généraux, voir Climat du Grand Est et Climat du Bas-Rhin.
En 2010, le climat de la commune est de type climat des marges montargnardes, selon une étude du Centre national de la recherche scientifique s'appuyant sur une série de données couvrant la période 1971-2000. En 2020, Météo-France publie une typologie des climats de la France métropolitaine dans laquelle la commune est exposée à un climat semi-continental et est dans la région climatique  Vosges, caractérisée par une pluviométrie très élevée (1 500 à 2 000 mm/an) en toutes saisons et un hiver rude (moins de 1 °C). 
Pour la période 1971-2000, la température annuelle moyenne est de 10,3 °C, avec une amplitude thermique annuelle de 17,7 °C. Le cumul annuel moyen de précipitations est de 691 mm, avec 8,4 jours de précipitations en janvier et 10,1 jours en juillet. Pour la période 1991-2020, la température moyenne annuelle observée sur la station météorologique de Météo-France la plus proche, « Le Hohwald_sapc », sur la commune du Hohwald à 11 km à vol d'oiseau, est de 8,8 °C et le cumul annuel moyen de précipitations est de 1 129,1 mm. 
La température maximale relevée sur cette station est de 35,6 °C, atteinte le 25 juillet 2019 ; la température minimale est de −20,5 °C, atteinte le 7 février 1991,,. 
Les paramètres climatiques de la commune ont été estimés pour le milieu du siècle (2041-2070) selon différents scénarios d'émission de gaz à effet de serre à partir des nouvelles projections climatiques de référence DRIAS-2020. Ils sont consultables sur un site dédié publié par Météo-France en novembre 2022.

## Urbanisme

### Typologie
Au 1er janvier 2024, Bernardswiller est catégorisée ceinture urbaine, selon la nouvelle grille communale de densité à sept niveaux définie par l'Insee en 2022.
Elle appartient à l'unité urbaine d'Obernai, une agglomération intra-départementale regroupant deux  communes, dont elle est une commune de la banlieue,,. Par ailleurs la commune fait partie de l'aire d'attraction de Strasbourg (partie française), dont elle est une commune de la couronne,. Cette aire, qui regroupe 268 communes, est catégorisée dans les aires de 700 000 habitants ou plus (hors Paris),.

### Occupation des sols

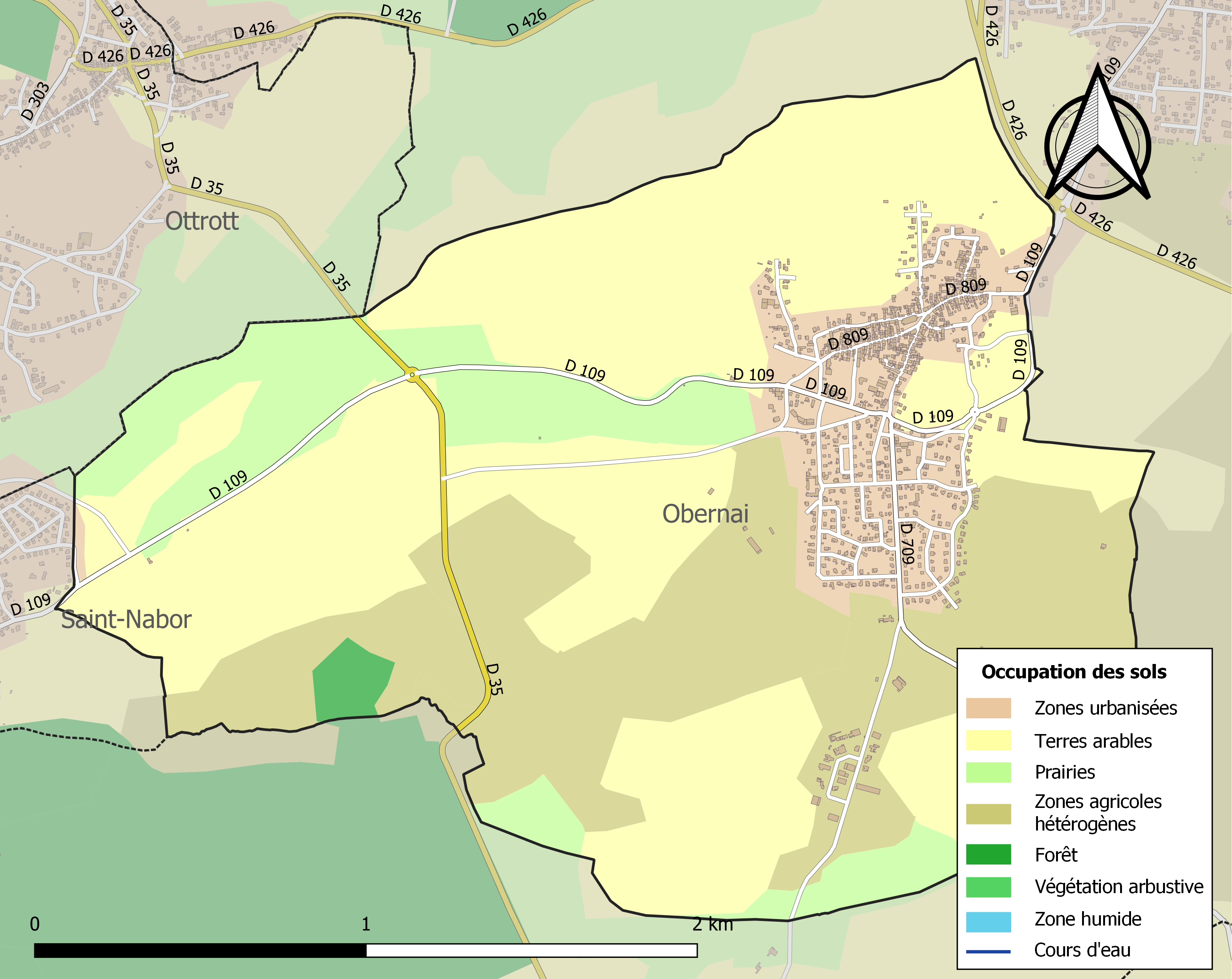
Carte des infrastructures et de l'occupation des sols de la commune en 2018 (CLC).

L'occupation des sols de la commune, telle qu'elle ressort de la base de données européenne d’occupation biophysique des sols Corine Land Cover (CLC), est marquée par l'importance des territoires agricoles (89,2 % en 2018), en diminution par rapport à 1990 (91,6 %). La répartition détaillée en 2018 est la suivante : cultures permanentes (47,3 %), zones agricoles hétérogènes (29,7 %), prairies (12,2 %), zones urbanisées (10 %), forêts (0,8 %). L'évolution de l’occupation des sols de la commune et de ses infrastructures peut être observée sur les différentes représentations cartographiques du territoire : la carte de Cassini (XVIIIe siècle), la carte d'état-major (1820-1866) et les cartes ou photos aériennes de l'IGN pour la période actuelle (1950 à aujourd'hui).

## Toponymie
- Bertschwiller (1674), Bernhardsweiler (1871).
- Batschwiller en alsacien.

## Histoire
Bernardswiller est un village qui a été rattaché à Obernai au XVIIIe siècle. Bernardswiller doit son nom à une personnalité noble, Bernhard qui s'installa avec ses colons sur les terres.
Le village se constitue au XIIIe siècle autour d'un fief impérial où les empereurs germaniques imposèrent différents seigneurs dont le plus puissant d'entre eux fut Conrad Werher de Hattstatt. Les abbayes de Hohenbourg et de Niedermunster sont possessionnées dans la commune.
Vers 1349 Bernardswiler est intégrée définitivement à la ville d'Obernai et son histoire est étroitement lié ensuite avec celle-ci jusqu'à la Révolution. Une description du milieu du XIVe siècle signale l'existence des restes de trois portes de ce village, disparues au XXe siècle. Sur la porte supérieure se trouvait l'écusson de la ville d'Obernai dont Bernardswiller a longtemps été une dépendance jusqu'en 1789. Au cours de la guerre de Trente Ans, Bernardswiller comptait environ 800 âmes.
En 1622, la localité connut de grands désordres.[Lesquels ?]
Vers 1674, sous Turenne, le village s'appellera Bertschwiller. La commune a conservé le souvenir dans ses armoiries (aigle à une tête) présentes sur les puits et les maisons. La viticulture se développe dès le XIVe siècle sur les terres de l'abbaye de Niedermunster, et reste encore de nos jours l'activité principale des habitants du lieu avec en particulier la production du rouge d'Ottrott. Les portes cochères arborent également les emblèmes des vignerons et d'autres métiers témoins de la vie économique du village. La commune avait pour marque un aigle. Non loin du village et au pied de l'Ungersberg se trouvait une ferme appelée Baumgarten ; elle occupe l'emplacement du monastère du même nom de l'ordre de Cîteaux fondé en 1125 par Cunon de Michelbach, évêque de Strasbourg.
Le 11 septembre 1870, lors de la guerre franco-allemande de 1870, des francs tireurs bousculent des détachements allemands chargés de couvrir vers l'ouest le siège de Strasbourg, et les rejettent dans la plaine avec des pertes assez sensibles.

## Politique et administration

### Liste des maires
| Période                                  | Période      | Identité                     | Étiquette | Qualité     |
| ---------------------------------------- | ------------ | ---------------------------- | --------- | ----------- |
| Les données manquantes sont à compléter. |              |                              |           |             |
| mars 1971                                | mars 1983    | Alphonse Pfister (1926-2022) | SE        | Magistrat   |
| mars 1983                                | mai 2020     | Raymond Klein                | SE        |             |
| mai 2020                                 | juillet 2025 | Norbert Motz                 | SE        | Viticulteur |
| juillet 2025                             | En cours     | Christian Sossler            | SE        | Viticulteur |

## Démographie
L'évolution du nombre d'habitants est connue à travers les recensements de la population effectués dans la commune depuis 1800. Pour les communes de moins de 10 000 habitants, une enquête de recensement portant sur toute la population est réalisée tous les cinq ans, les populations de référence des années intermédiaires étant quant à elles estimées par interpolation ou extrapolation. Pour la commune, le premier recensement exhaustif entrant dans le cadre du nouveau dispositif a été réalisé en 2007.

En 2022, la commune comptait 1 466 habitants, en évolution de +0,62 % par rapport à 2016 (Bas-Rhin : +3,17 %, France hors Mayotte : +2,11 %).
| 1800  | 1806  | 1821  | 1831  | 1836  | 1841  | 1846  | 1851  | 1856  |
| ----- | ----- | ----- | ----- | ----- | ----- | ----- | ----- | ----- |
| 1 136 | 1 343 | 1 307 | 1 428 | 1 431 | 1 287 | 1 284 | 1 316 | 1 302 |

| 1861  | 1866  | 1871  | 1875  | 1880  | 1885  | 1890  | 1895  | 1900 |
| ----- | ----- | ----- | ----- | ----- | ----- | ----- | ----- | ---- |
| 1 310 | 1 244 | 1 204 | 1 251 | 1 204 | 1 153 | 1 059 | 1 007 | 940  |

| 1905 | 1910 | 1921 | 1926 | 1931 | 1936 | 1946 | 1954 | 1962 |
| ---- | ---- | ---- | ---- | ---- | ---- | ---- | ---- | ---- |
| 947  | 897  | 836  | 775  | 742  | 757  | 775  | 746  | 817  |

| 1968 | 1975  | 1982  | 1990  | 1999  | 2006  | 2007  | 2012  | 2017  |
| ---- | ----- | ----- | ----- | ----- | ----- | ----- | ----- | ----- |
| 991  | 1 022 | 1 031 | 1 056 | 1 220 | 1 387 | 1 411 | 1 425 | 1 455 |

| 2022  | - | - | - | - | - | - | - | - |
| ----- | - | - | - | - | - | - | - | - |
| 1 466 | - | - | - | - | - | - | - | - |

## Lieux et monuments

### Église Notre-Dame-de-l'Assomption

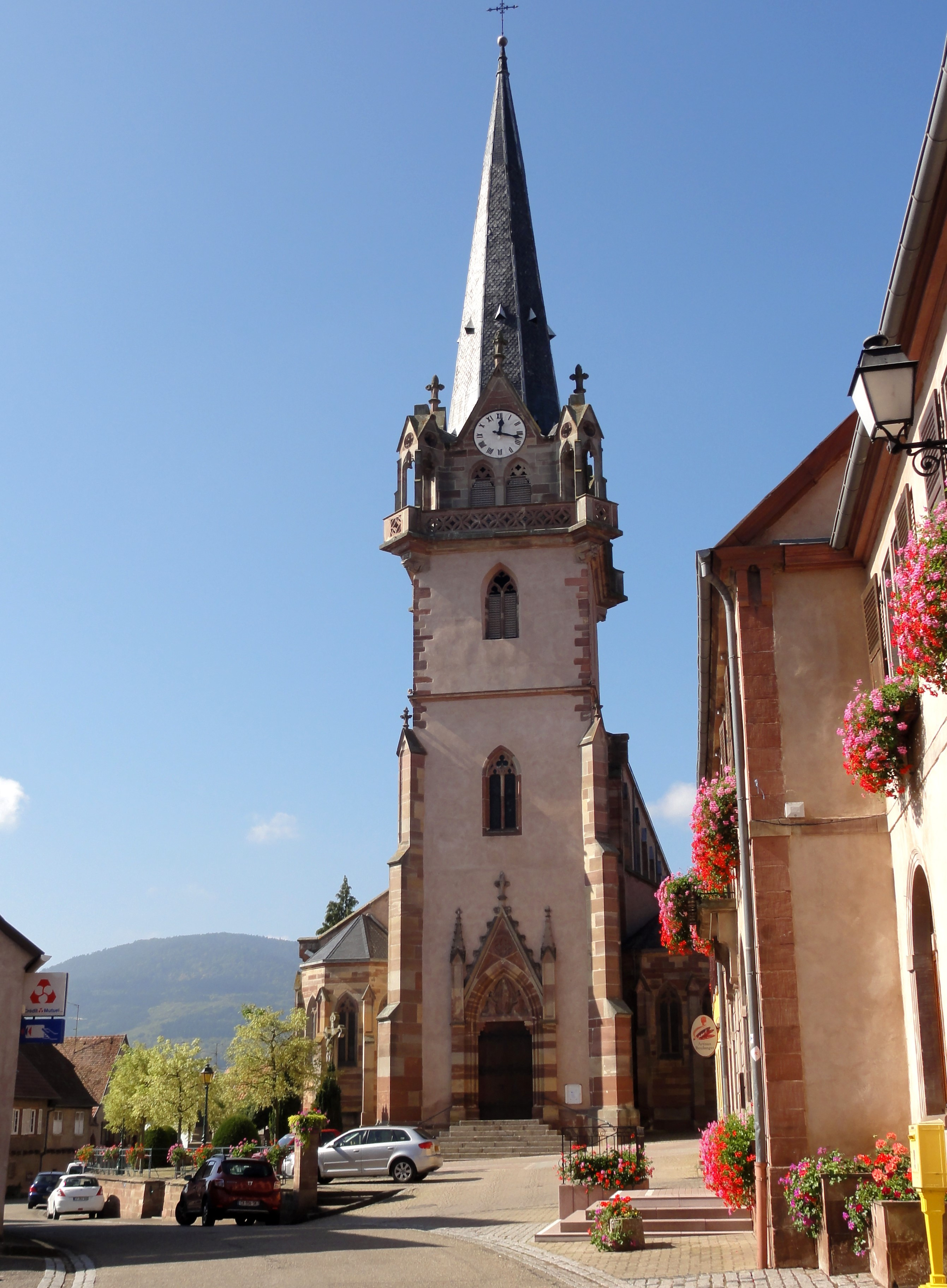
Église Notre-Dame-de-l'Assomption.

Bernardswiller a longtemps possédé une petite église ou chapelle construite au XVe siècle alors que la paroisse était encore rattachée à l'église d'Obernai. Le 20 juillet 1790, Bernardswiller devient une paroisse autonome détachée d'Obernai. L'église actuelle est édifiée à l'emplacement de l'ancienne église primitive remontant à 1495 ou 1497 déjà dédiée à la Vierge et dépendant de la paroisse d'Obernai. L'église paroissiale actuelle présente une grande similitude avec le beffroi de l'église d'Obernai dit Kappelturm. L'église comporte une nef et deux bas-côtés latéraux. Le mobilier, néogothique, a été réalisé par le menuisier-ébéniste Muller, à l'exception du tabernacle qui est le seul élément restant de l'ancienne église. Les vitraux de la nef, réalisés par Maréchal, présentent différentes scènes de la passion du Christ. La patronne de l'église actuelle est Notre-Dame-de-l'Assomption qui se fête le 16 août. L'église a un patron secondaire : saint Sébastien, martyr, qui est fêté le 20 janvier.

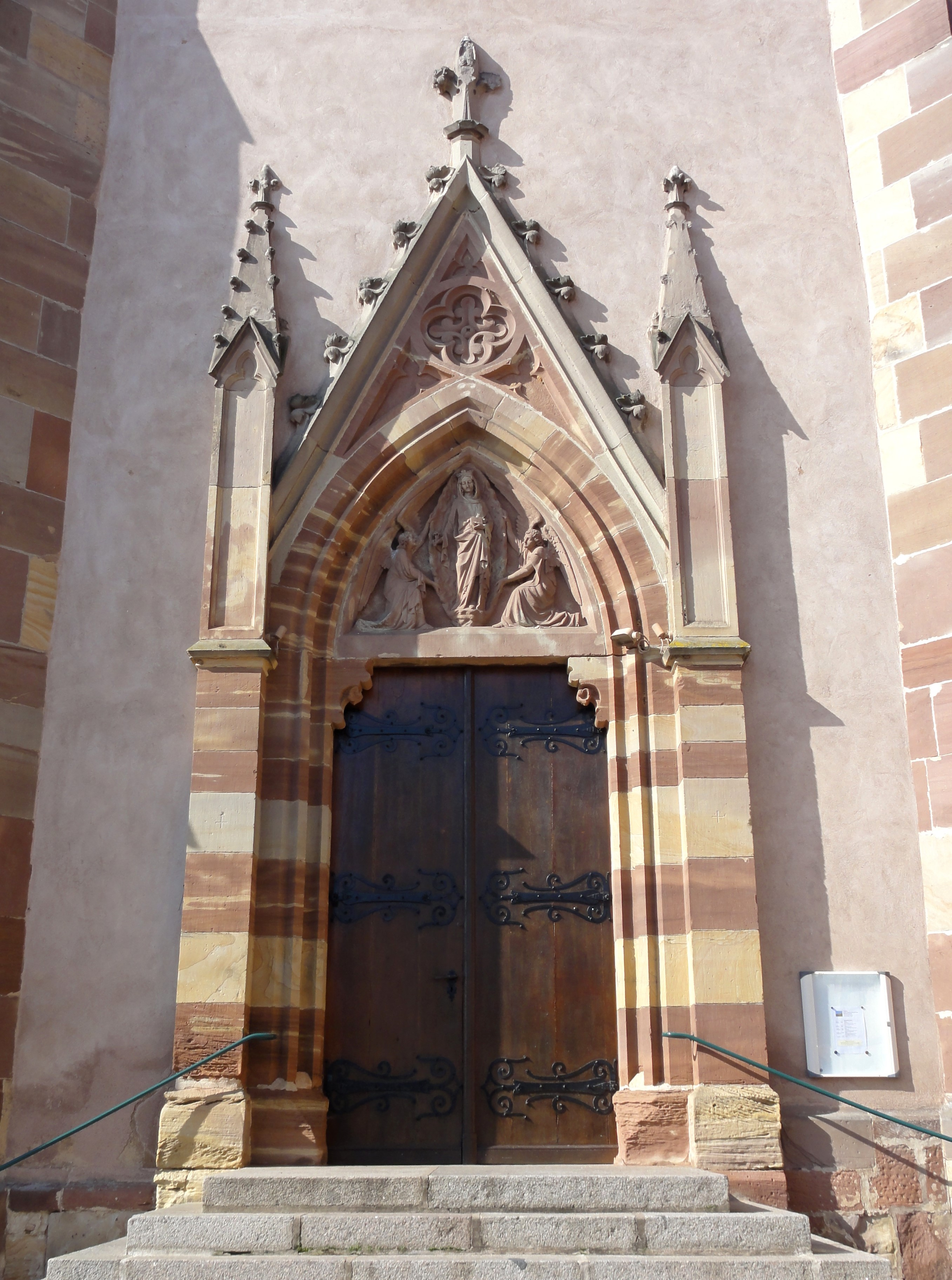
Portail principal néo-gothique.
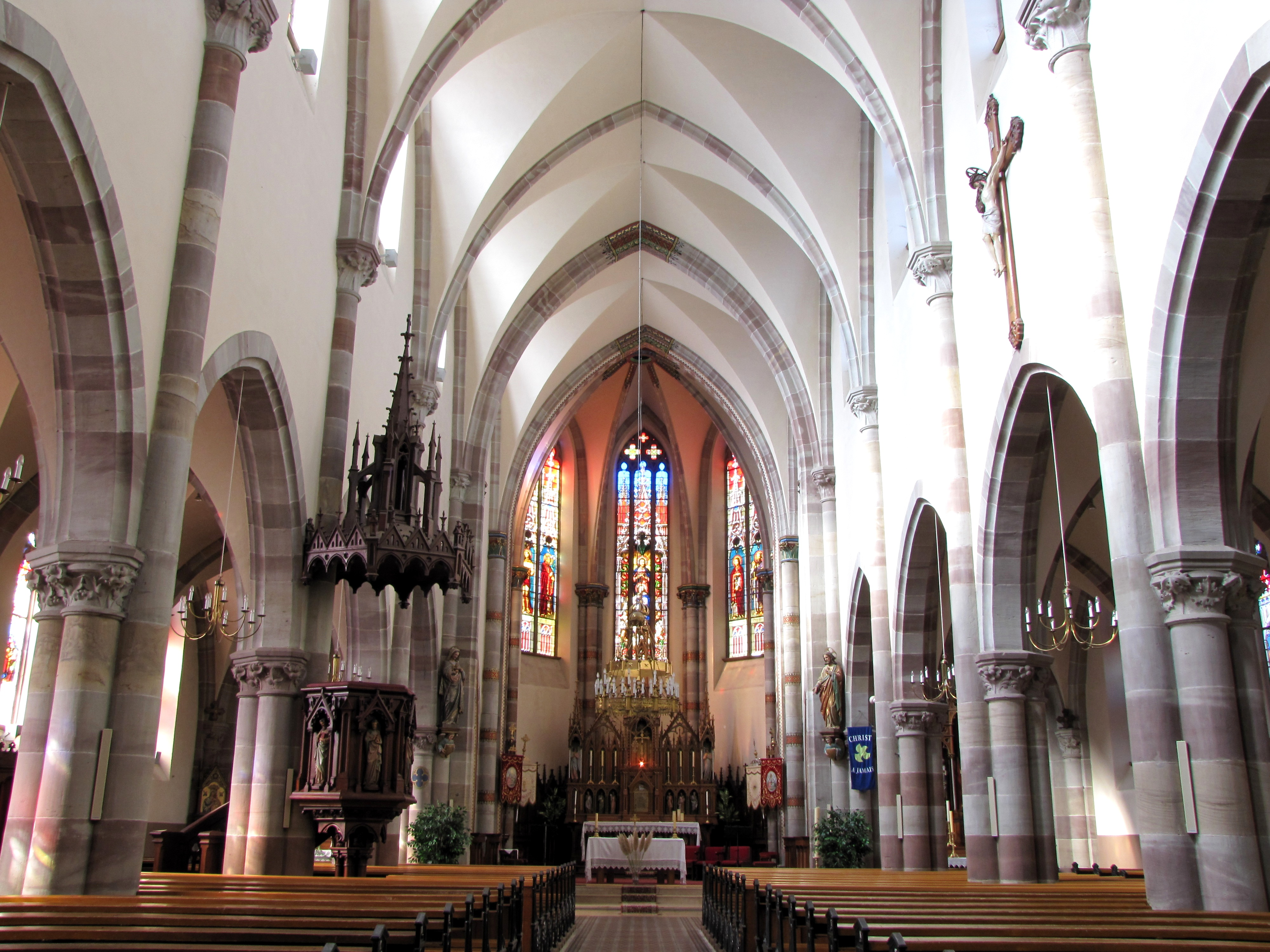
Vue intérieure de la nef vers le chœur.
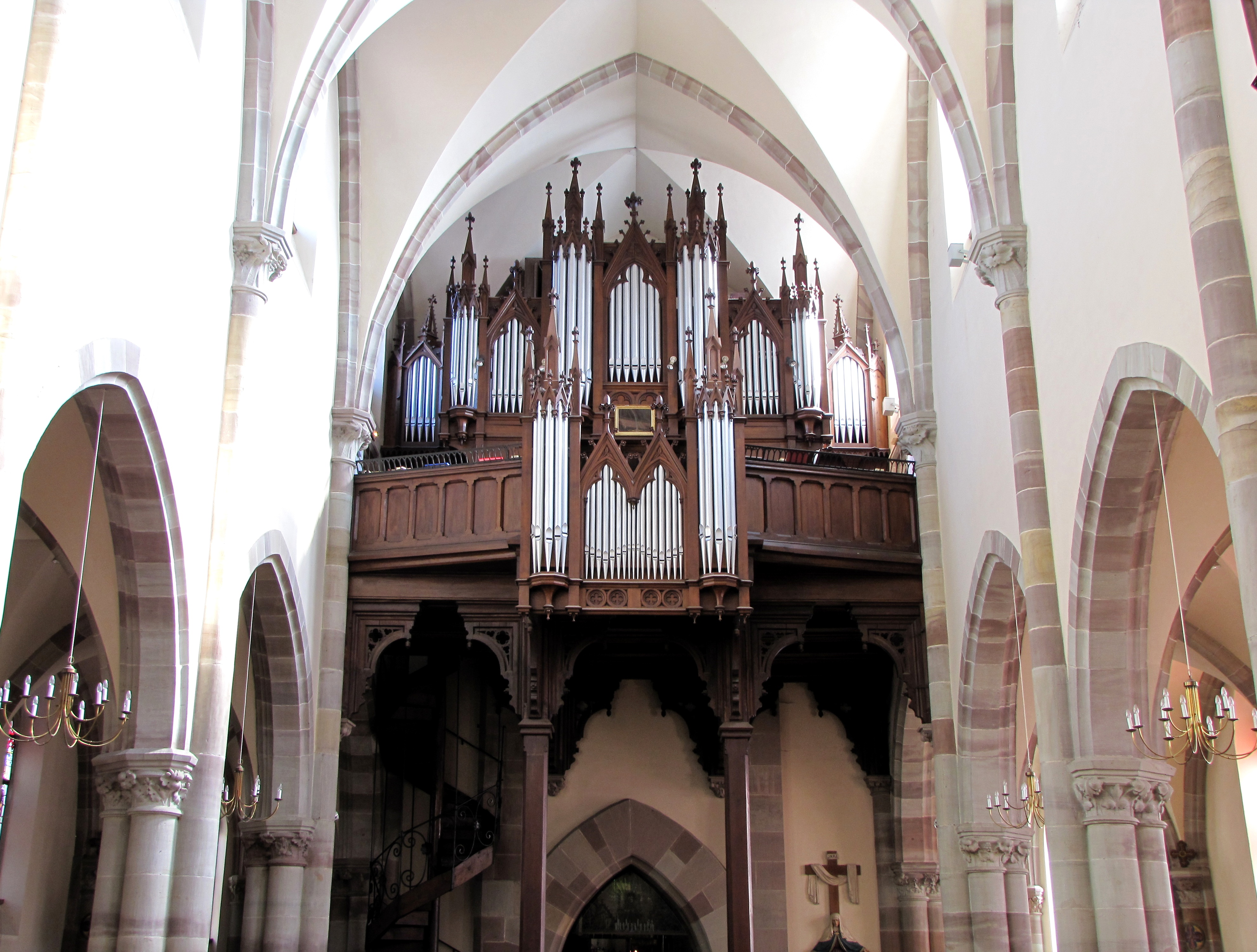
Orgue néo-gothique Stiehr-Mockers (1869).
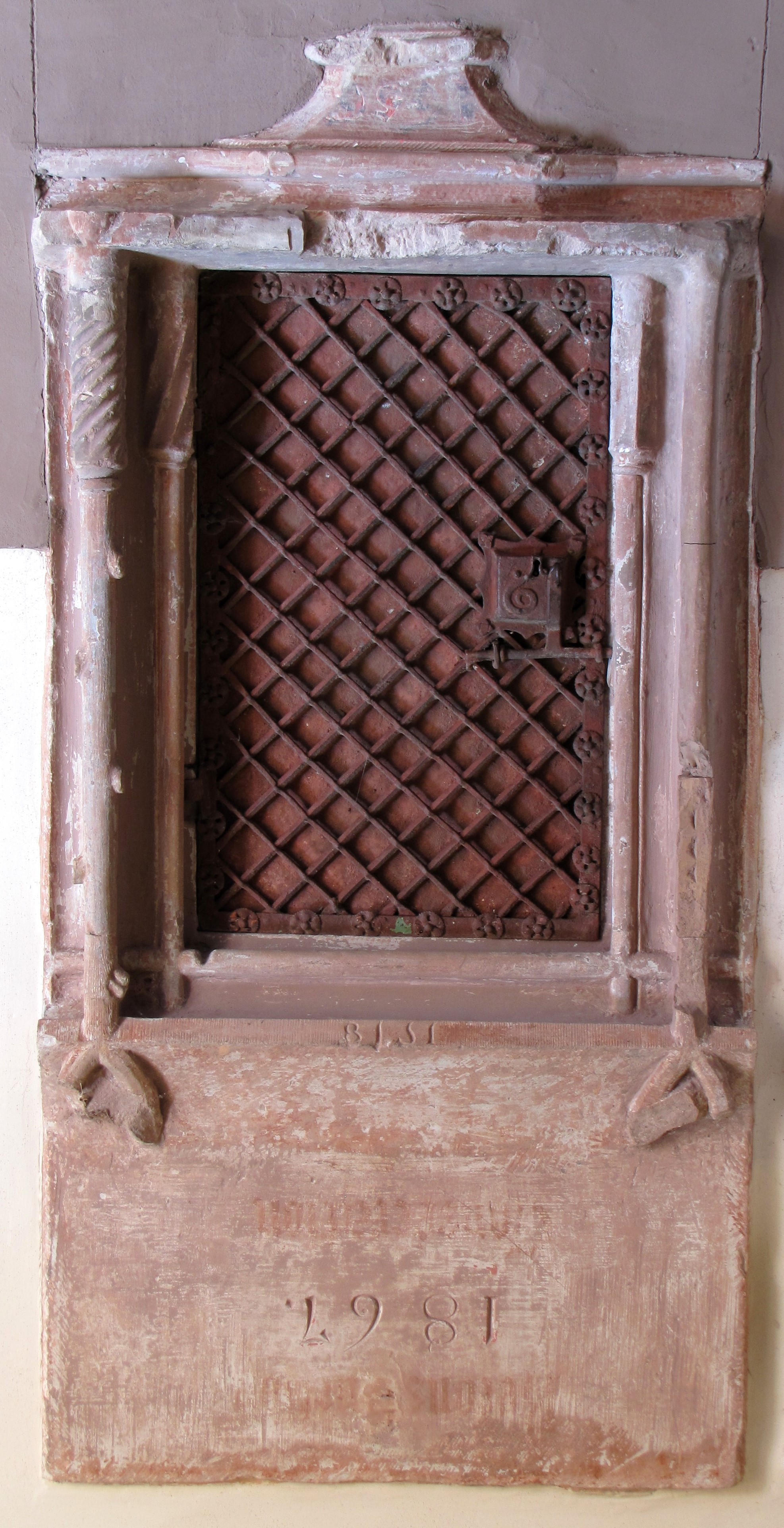
Armoire eucharistique de 1518.

### Mairie (1881)
En 1865, la municipalité fait détruire la mairie qui se trouvait installé dans une bâtisse du XVIe siècle accolée à l'église. Le nouvel édifice est construit à l'emplacement d'une maison d'habitation partiellement conservée. Le rez-de-chaussée s'ouvre sur la rue avec de larges fenêtres en plein cintre et abrite la salle des fêtes, tandis que le premier étage est utilisé pour les bureaux municipaux. L'école dispose dès l'origine d'un bâtiment distinct de la mairie, en raison de l'importance de la population à cette époque : 1 300 habitants à la Révolution et 1 059 à la fin du XIXe siècle.

### Chapelle
La chapelle est située à l'intérieur du cimetière. (Actuellement en rénovation, fin 2013).

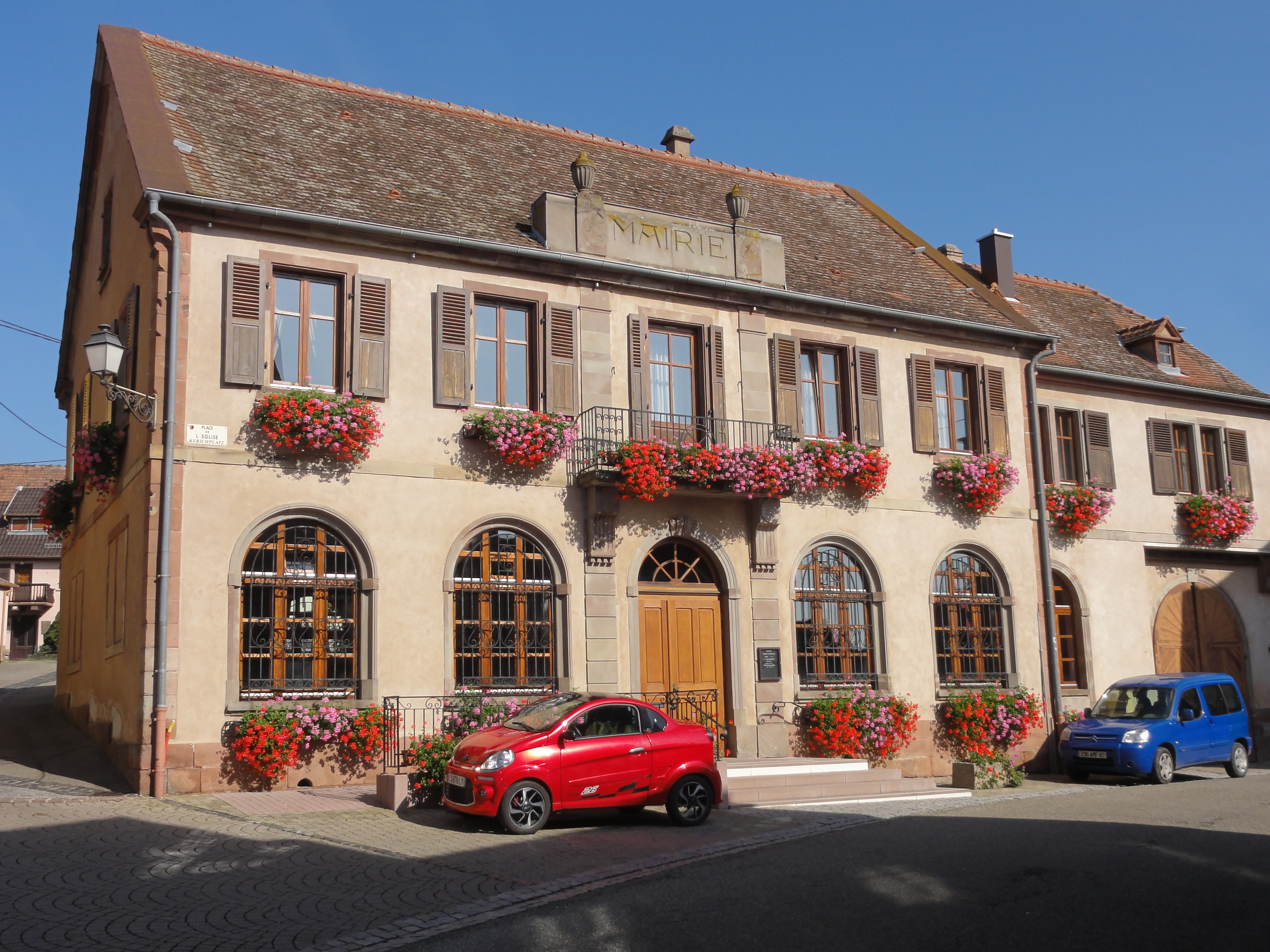
Mairie (1881).
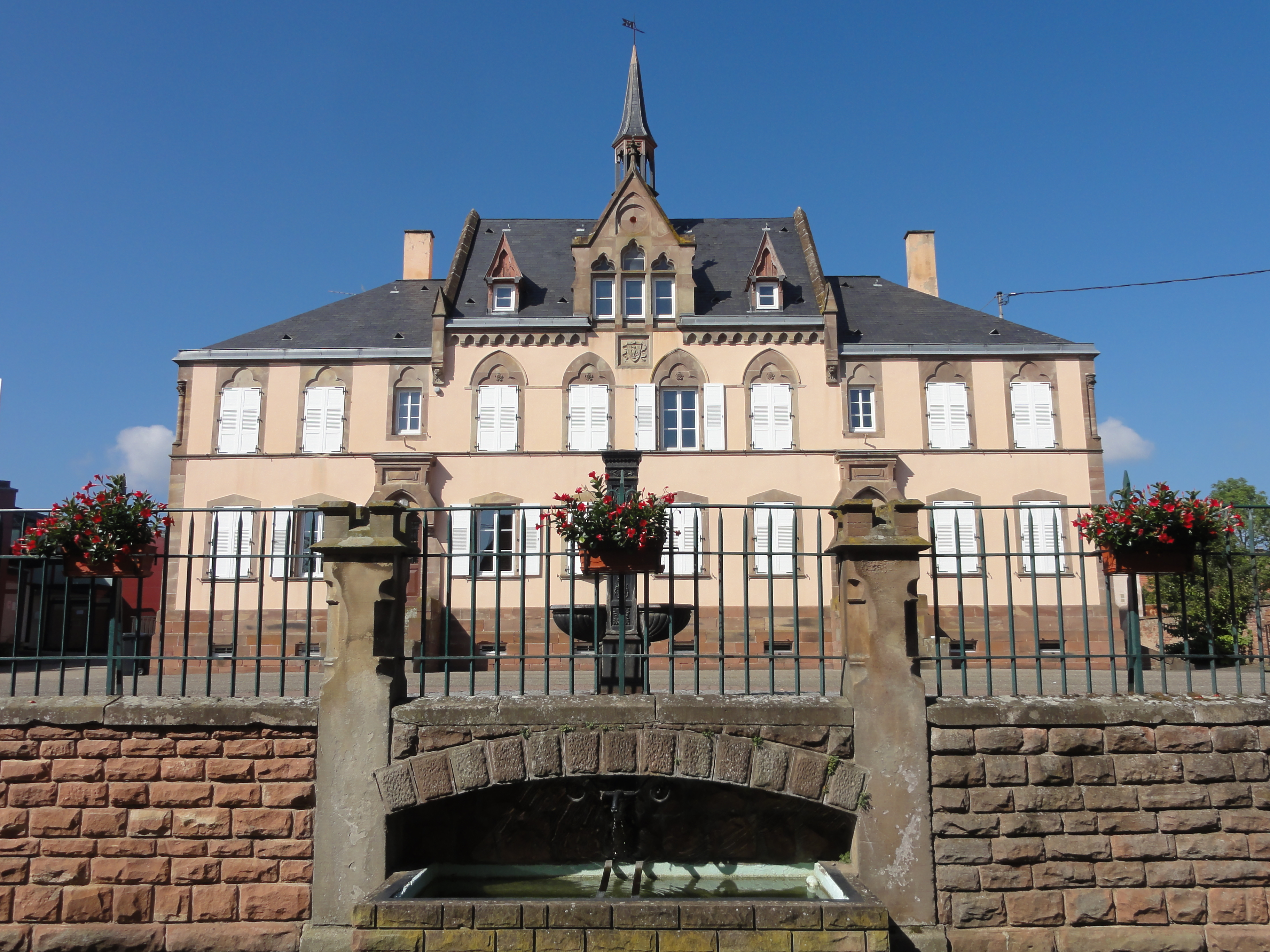
École de 1881.
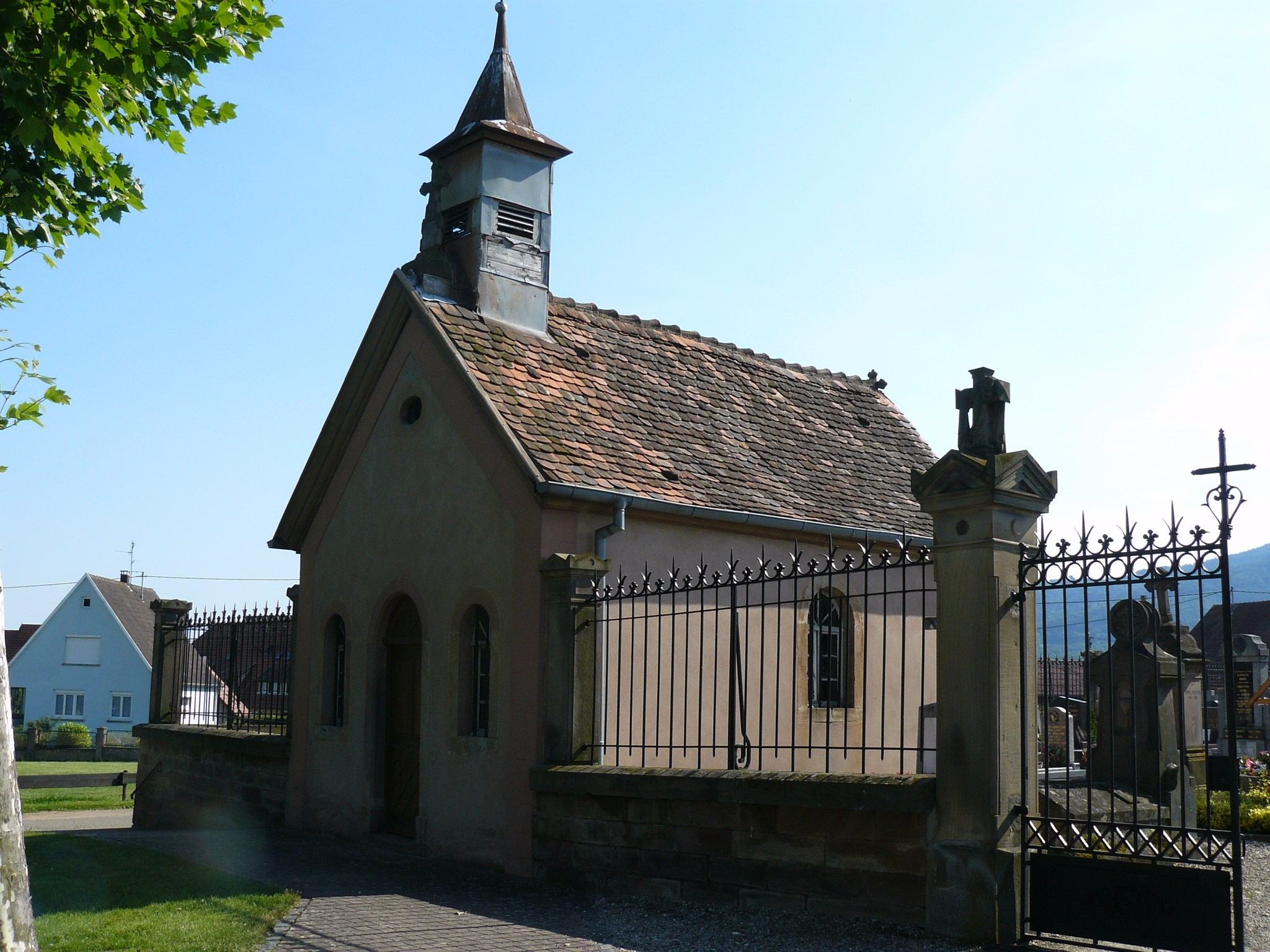
Chapelle à l'intérieur du cimetière.
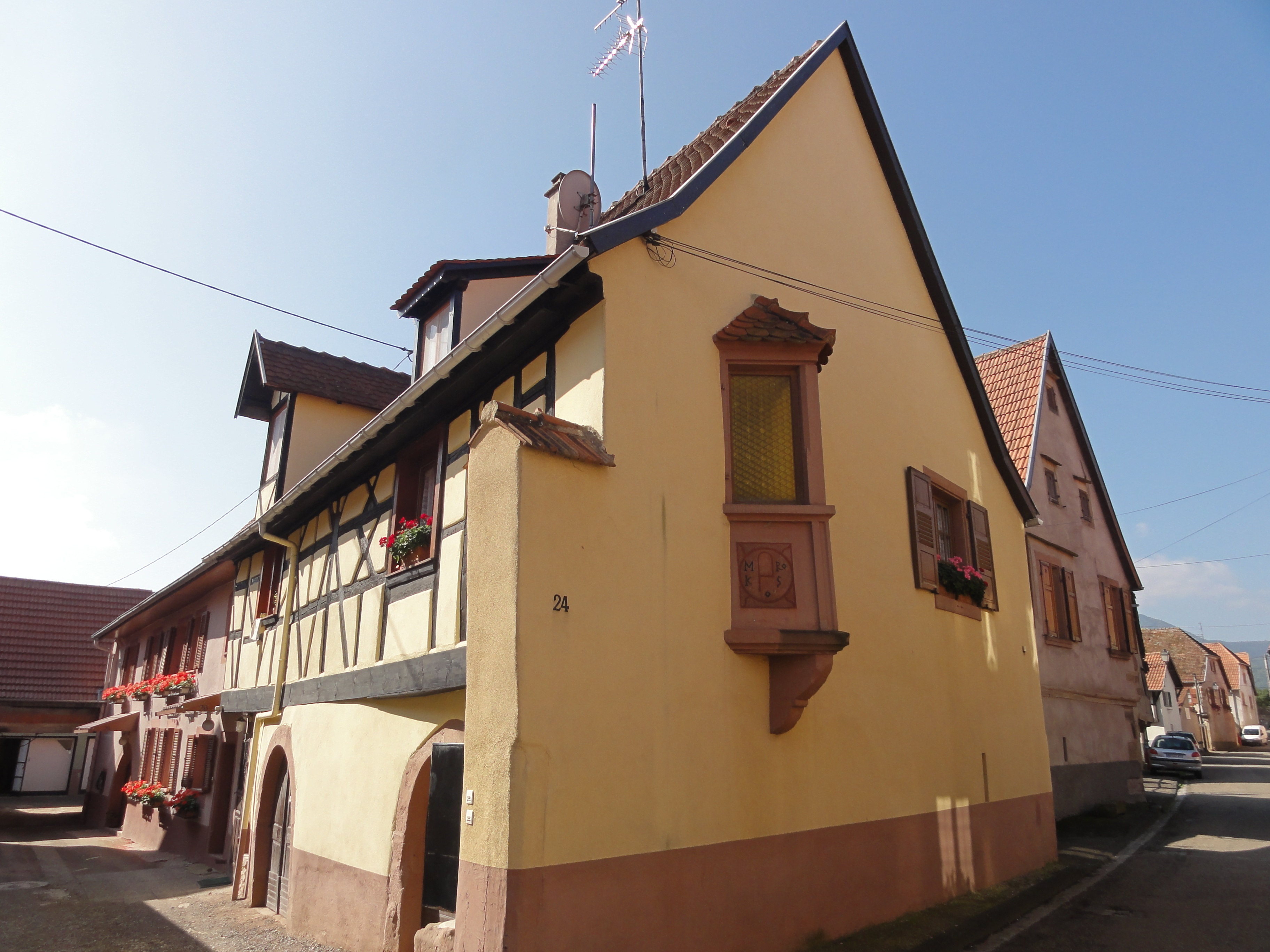
Maison avec oriel de 1618.
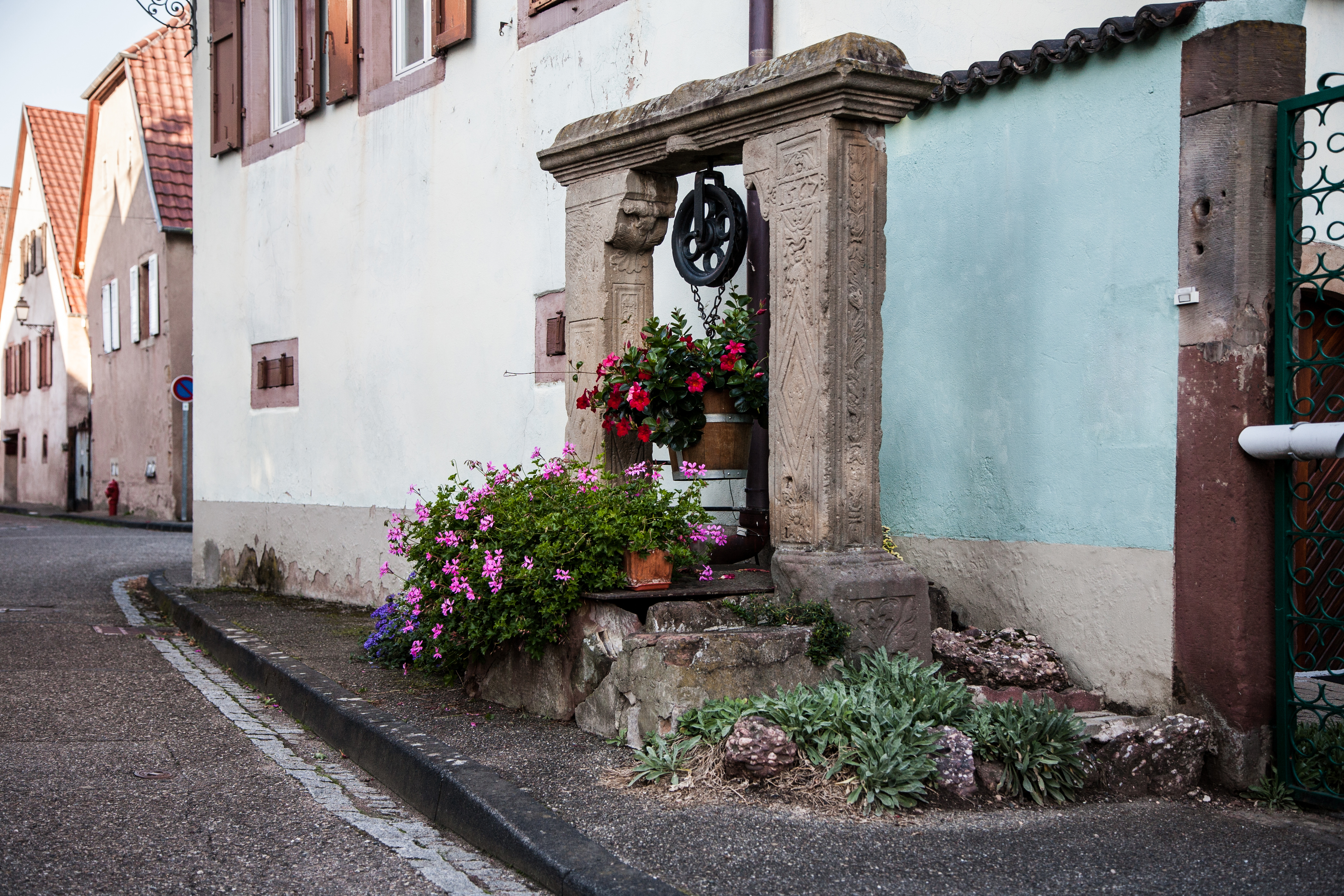
Puits de 1567, rue de l'École.
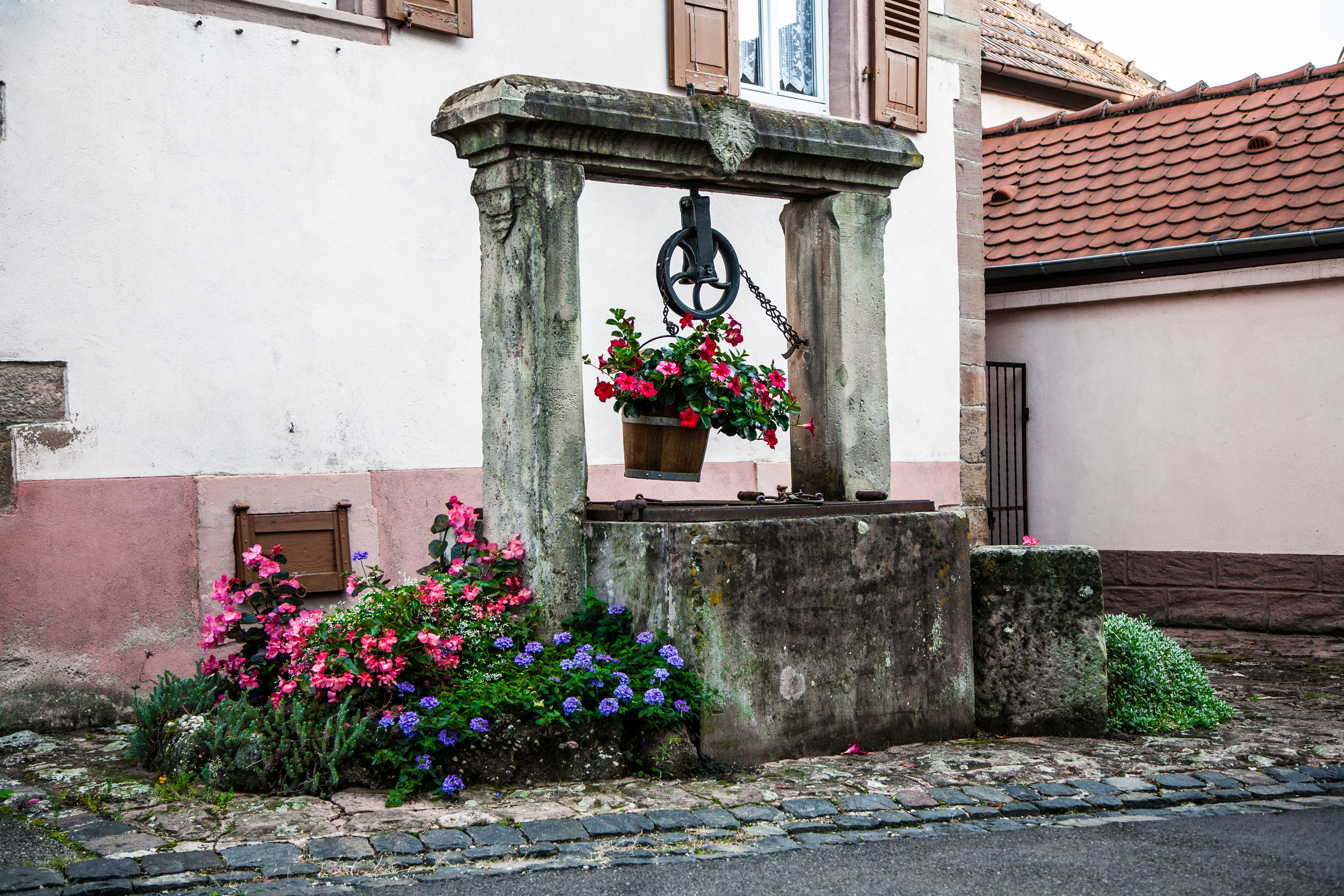
Puits, rue des Sœurs.

### Héraldique
| Blason de Bernardswiller | Blason  | Parti : au premier mi-parti de gueules à l'aigle éployée d'or, au second de sable plain. |
| Blason de Bernardswiller | Détails |                                                                                          |